# ديفيد إليس (كاتب سير)
ديفيد إليس (بالإنجليزية: David Ellis)‏ هو كاتب سير بريطاني، ولد في 23 يونيو 1939 في Swinton, Greater Manchester ‏ في المملكة المتحدة.